# 저우첸
저우첸(중국어: 周倩, 병음: Zhōu Qiànliǔ, 한자음: 주천, 1989년 3월 11일~)은 중화인민공화국의 레슬링 선수이다. 2020년 하계 올림픽에서 여자 자유형 헤비급 동메달을 획득했으며 세계 선수권 대회에서 동메달 2개 획득했다.